# علم وصف طبقات الأرض
علم وصف طبقات الأرض أو السِّدَاكة أو علم الطبقات (بالإنجليزية: Stratigraphy)‏ هو علم يهتم بدراسة القوانين والظروف المختلفة التي تتحكم في تكوين طبقات الصخور في السلم الجيولوجي، وأماكن ترسيبها في مختلف مناطق العالم، ويحدد أنواعها وخصائصها الصخرية وأعمارها، ويوجه عناية خاصة للصخور الرسوبية. ومن ذلك نشأ حديثاً فرع مستقل بذاته، ويختص بكل ما يتعلق بالترسيب، ويسمى علم الرواسب. ولما كانت المحيطات والبحار تغطي أكثر من ثلاثة أخماس سطح الأرض، كانت الترسيبات البحرية هي الغالبة، وقد تراكمت أساسا تحت سطح الماء في طبقات متباعدة وسميت أحياناً بالصخور الطباقية أو الطبقات الشريحية.
وتوجد الطبقات الأقدم تاريخياً في القاع وهي تتكون من صخور نارية، تعد الطبقة السفلى هي المكونة لأساسات القارات وتعلوها الطبقات الأحدث زمنياً، ما لم تكن الصخور قد تعرضت لحركات القشرة الأرضية.
وعلم دراسة طبقات الأرض هو أحد فروع علم الجيولوجيا، وهو يمثل أهم طريقة لمعرفة تاريخ أو عمر طبقات أرضية تحمل في بطنها أحفورات، وعلاقة الطبقات ببعضها البعض وعلاقة ما كان يعيش فيها من نباتات وحيوانات. كذلك يقوم هذا العلم بدراسة طبقات لا تحوي أحفرورات، حيث يكون اصلها بركاني (مثل مجاري اللابة وغبار البراكين. فليس من الغريب أن ينقسم علم وصف طبقات الأرض إلى فروع مختلفة، ويعتمد عليها جميعا في التأريخ الجيولوجي، وتعيين العمر الدقيق للصخور، وبذلك تمكننا من وصف تتابع العصور التي مرّت على الأرض، وما تخللها من تطور للنبات والحيوانات.
العصور الجيولوجية قبل 4750 - 252 مليون سنة:
| الأمد       | الدهر   | الحقبة          | العصر | أهم الأحداث | البداية (م.س.مضت) |
| ----------- | ------- | --------------- | --- | --- | ----------------- |
| قبل الكمبري | الطلائع | الطلائع الحديثة | الإدياكاري | - أحداث جيولوجية: تكون جبال تاكونيك في أمريكا الشمالية. تكون سلسلة ارافالي [الإنجليزية] في شبه القارة الهندية. بداية تكون جبال عموم أفريقيا، مما أدى إلى تكوين قارة بانوتيا العملاقة القصيرة العمر في العصر الإدياكاري، والتي انقسمت بحلول نهاية العصر إلى لورنشيا، وبلطيقيا، وسيبيريا، وغندوانا. بداية تكون جبال بيترمان [الإنجليزية] في القارة الاسترالية. تكون جبال بيردمور في القارة القطبية الجنوبية قبل (633 - 620 مليون سنة). تشكل طبقة الأوزون. زيادة مستويات المعادن في المحيطات. - أحداث حيوية : أحافير بحالة جيدة لحيوانات بدائية. ازدهار الحيويات الإدياكارية واتنتشارها بجميع البحار، وربما ظهرت بعد انفجار، أو بسبب حدث أكسدة كبير. ظهور حيوانات الفيندوبيونتا (تقارب غير معروف بين الحيوانات)، واللاسعات، وثنائيات التناظر. تشمل حيوانات الفينودوزوان الغامضة العديد من المخلوقات الهلامية اللينة على شكل أكياس أو أقراص أو لحاف (مثل الديكينسونيا). آثار حفرية بسيطة قد تكون لشبيهات الدودة مثل جحور تريبتكنوس وغيرها.                                                                               | ≈635              |
| قبل الكمبري | الطلائع | الطلائع الحديثة | الكرايوجيني | - أحداث جيولوجية: قد يكون عصر "الكرة الأرضية الثلجية". أواخر التناقص التدريجي لتكون جبال روكر/نيمرود في القارة القطبية الجنوبية. - أحداث حيوية : لاتزال الأحافير نادرة. ظهور حفريات حيوانية غير مثيرة للجدل. ظهور الفطريات الأرضية والنباتات الملتوية الافتراضية. | ≈720              |
| قبل الكمبري | الطلائع | الطلائع الحديثة | التوني | - أحداث جيولوجية: حدوث التجمع النهائي للقارة العظمى رودينيا في أوائل العصر التوني، مع بداية الانفصال منذ حوالي 800 مليون سنة. انتهى تكون جبال سفكونورويجيان. تناقص تدريجي لتكون جبال جرينفيل في أمريكا الشمالية. تكون بحيرة روكر/نيمرود في القارة القطبية الجنوبية قبل (1,000 ± 150 مليون سنة). تكون جبال إدمونديان (920 - 850 مليون سنة مضت) في مجمع غازكوين غرب استراليا. بداية ترسب حوض أديلايد العظيم وحوض سنتراليان العظيم في القارة الأسترالية. - أحداث حيوية : أول الحيوانات الافتراضية (من البعديات الصحيحة) وطبقات الطحالب الأرضية. ظهور العديد من الأحداث التكافلية الداخلية المتعلقة بالطحالب الحمراء والخضراء، التي تنقل البلاستيدات إلى الطحالب الداكنة (مثل الدياتومات والطحالب البنية) والسوطيات الدوارة ومخفيات النبت ولمسيات النبت والطحالب الحنديرية (ربما بدأت الأحداث في حقبة الطلائع الوسطى) في حين ظهرت أيضًا أولى الريتاريات (مثل المثقبات): تنوع حقيقيات النوى بسرعة، بما في ذلك الطحالب والحيوانات حقيقية النوى وأشكال التمعدن الحيوي. وجود أثار حفريات بسيطة لحقيقيات النوى متعددة الخلايا. | 1000              |
| قبل الكمبري | الطلائع | الطلائع الوسطى  | الستني | - أحداث جيولوجية: أحزمة ضيقة جدا لصخور متحولة بسبب تكون الجبال عندما تشكلت القارة العظمى رودينيا، المحاطة بالمحيط الأفريقي. بداية تكون جبال سفكونورويجيان. احتمال بداية التكون المـتأخر لجبال روكر/نيمرود في القارة القطبية الجنوبية. تكون جبال وكتلة مسجريف وسط استراليا (تقريبا 1080 مليون سنة مضت). - أحداث حيوية : تناقص الستروماتوليت مع تكاثر الطحالب. | 1200              |
| قبل الكمبري | الطلائع | الطلائع الوسطى  | الإكتاسي | - أحداث جيولوجية: استمرار توسع أغطية الرواسب البركانية. تكون جبال جرينفيل في أمريكا الشمالية. تفكك قارة كولومبيا العملاقة. - أحداث حيوية : نشأت مستعمرات الطحالب الخضراء في البحار. | 1400              |
| قبل الكمبري | الطلائع | الطلائع الوسطى  | الكالمي | - أحداث جيولوجية: توسع غطاء الرواسب البركانية. تكون جبال باراموندي عند حوض مكارثر في أستراليا الشمالية، وتكون جبال أيسان (تقريبا 1,600 مليون سنة مضت). وتكون كتلة جبل إيزا، كوينزلاند. - أحداث حيوية : ظهور البلاستيديات العتيقة (أول كائنات حقيقية النواة تحتوي على بلاستيدات من البكتيريا الزرقاء؛ مثل الطحالب الحمراء والخضراء) وخلفيات السوط (التي أدت إلى ظهور أول الفطريات والبعديات الصحيحة). بدأت الاكريتارك (ربما بقايا الطحالب البحرية) في الظهور في السجل الأحفوري. | 1600              |
| قبل الكمبري | الطلائع | الطلائع القديمة | الستاثري | - أحداث جيولوجية: نشوء قارة كولومبيا العملاقة باعتبارها ثاني أقدم قارة عظمى بلا منازع. نهاية تكون جبال كيمبان في القارة الاسترالية. تكون جبال يابنكو على راسخة يلجارن غرب أستراليا. تكون جبال مانجارون قبل (1,680 - 1,620 مليون سنة) في غازكوين غرب أستراليا. تكون جبال كاراران (1,650 مليون سنة مضت) في راسخة جولر جنوب أستراليا. - أحداث حيوية : أول ظهور لحقيقيات النوى الغير المثيرة للجدل: الطلائعيات ذات النوى ونظام الغشاء الداخلي. انخفاض مستويات الأكسجين مرة أخرى. | 1800              |
| قبل الكمبري | الطلائع | الطلائع القديمة | الأوروسيري | - أحداث جيولوجية: تكون حوضي فريدفورت وسودبوري بسبب اصطدام كويكب. الكثير من تكون الجبال. تكون جبال بينوكان وترانس هودسون في أمريكا الشمالية. تكون حديث لجبال روكر في القارة القطبية الجنوبية (تقريبا 2,000 - 1,700 مليون سنة مضت). تكون جبال وتضاريس جلنبر في قارة أستراليا (تقريبا 2,005 - 1,920 مليون سنة مضت). تكون جبال كيمبان، بداية راسخة جولر في القارة الاسترالية. - أحداث حيوية : أصبح الأكسجين متوفر في غلاف الأرض الجوي خلال ظهور المزيد من ستروماتوليت البكتيريا الزرقاء. | 2050              |
| قبل الكمبري | الطلائع | الطلائع القديمة | الرياسي | - أحداث جيولوجية: تشكل تجمع براكين بوشفيلد [الإنجليزية]. غمر جليدي الهيوروني. تفكك قارة كينورلاند العظمى. - أحداث حيوية : أول كائنات حقيقية النواة افتراضية. كائنات فرانسفيلية الحية [الإنجليزية] متعددة الخلايا. | 2300              |
| قبل الكمبري | الطلائع | الطلائع القديمة | السيدري | - أحداث جيولوجية: تكون جبال سليفورد في راسخة جولر في القارة الاسترالية خلال (2,440 - 2,420 مليون سنة مضت). - أحداث حيوية : زيادة الأكسجين وحدث الأكسدة الكبير (بسبب البكتيريا الزرقاء). | 2500              |
| قبل الكمبري | السحيق  | السحيقة الحديثة | - أحداث جيولوجية: استقرار معظم الركائز القارية الحديثة؛ احتمال حدوث انقلاب الوشاح (غلاف نواة الأرض). تكون جبال إنسل (2,650 ± 150 مليون سنة مضت). بدأ تشكل الحزام الأخضر أبيتيبي المعروفة بالوقت الحاضر بأونتاريو وكيبك، وأسقرت قبل (2,600 مليون سنة). أول قارة عظمى غير مثيرة للجدل، كينورلاند. - أحداث حيوية : أول بدائيات النوى الأرضية. | - أحداث جيولوجية: استقرار معظم الركائز القارية الحديثة؛ احتمال حدوث انقلاب الوشاح (غلاف نواة الأرض). تكون جبال إنسل (2,650 ± 150 مليون سنة مضت). بدأ تشكل الحزام الأخضر أبيتيبي المعروفة بالوقت الحاضر بأونتاريو وكيبك، وأسقرت قبل (2,600 مليون سنة). أول قارة عظمى غير مثيرة للجدل، كينورلاند. - أحداث حيوية : أول بدائيات النوى الأرضية. | 2800              |
| قبل الكمبري | السحيق  | السحيقة الوسطى  | - أحداث جيولوجية: نشوء جبال همبولت في القارة القطبية الجنوبية. بداية تشكل مجمع نهر بليك ميغاكالديرا [الإنجليزية] المعروفة في الوقت الحاضر بأونتاريو وكيبيك، وأنتهت نحو (2,696 مليون سنة مضت). - أحداث حيوية : أولى صخور الستروماتوليت (قد تكون الطحالب الخضراء المزرقة الاستعمارية). أقدم أحافير كبيرة. | - أحداث جيولوجية: نشوء جبال همبولت في القارة القطبية الجنوبية. بداية تشكل مجمع نهر بليك ميغاكالديرا [الإنجليزية] المعروفة في الوقت الحاضر بأونتاريو وكيبيك، وأنتهت نحو (2,696 مليون سنة مضت). - أحداث حيوية : أولى صخور الستروماتوليت (قد تكون الطحالب الخضراء المزرقة الاستعمارية). أقدم أحافير كبيرة. | 3200              |
| قبل الكمبري | السحيق  | السحيقة المبكرة | - أحداث جيولوجية: ربما تكون أقدم راسخة على الأرض (مثل الدرع الكندي وراسخة بيلبرا) قد تشكلت خلال هذه الفترة. نشوء جبال راينر في القارة القطبية الجنوبية. - أحداث حيوية : تنوع العتائق البدائية النواة (مثل الميثانوجينات) والبكتيريا (مثل البكتيريا الزرقاء) بسرعة، جنبًا إلى جنب مع الفيروسات المبكرة. أول بكتيريا معروفة منتجة للأكسجين بالتغذية الضوئية. أقدم أحافير دقيقة. أول حصيرة ميكروبية. | - أحداث جيولوجية: ربما تكون أقدم راسخة على الأرض (مثل الدرع الكندي وراسخة بيلبرا) قد تشكلت خلال هذه الفترة. نشوء جبال راينر في القارة القطبية الجنوبية. - أحداث حيوية : تنوع العتائق البدائية النواة (مثل الميثانوجينات) والبكتيريا (مثل البكتيريا الزرقاء) بسرعة، جنبًا إلى جنب مع الفيروسات المبكرة. أول بكتيريا معروفة منتجة للأكسجين بالتغذية الضوئية. أقدم أحافير دقيقة. أول حصيرة ميكروبية. | 3600              |
| قبل الكمبري | السحيق  | السحيقة الأولى  | - أحداث جيولوجية: نهاية القصف الشديد المتأخر. نشوء جبال نابير في القارة القطبية الجنوبية، منذ 4,000 ± 200 مليون سنة. - أحداث حيوية : أول الكائنات الحية الغير مثيرة للجدل: في البداية كانت الخلايا الأولية تحتوي على جينات تعتمد على الحمض النووي الريبوزي (RNA) (حوالي 4,000 مليون سنة مضت)، وبعد ذلك تطورت الخلايا الحقيقية (بدائيات النوى) جنبًا إلى جنب مع البروتينات والجينات المعتمدة على الحمض النووي منذ حوالي 3,800 مليون سنة. | - أحداث جيولوجية: نهاية القصف الشديد المتأخر. نشوء جبال نابير في القارة القطبية الجنوبية، منذ 4,000 ± 200 مليون سنة. - أحداث حيوية : أول الكائنات الحية الغير مثيرة للجدل: في البداية كانت الخلايا الأولية تحتوي على جينات تعتمد على الحمض النووي الريبوزي (RNA) (حوالي 4,000 مليون سنة مضت)، وبعد ذلك تطورت الخلايا الحقيقية (بدائيات النوى) جنبًا إلى جنب مع البروتينات والجينات المعتمدة على الحمض النووي منذ حوالي 3,800 مليون سنة. | 4031              |
| قبل الكمبري | الجهنمي | الجهنمي         | - أحداث جيولوجية: تشكل صخور بروتوليت كأقدم صخور معروفة (أكاستا نايس) منذ تقريبا 4,031 إلى 3,580 مليون سنة. أول ظهور محتمل للصفائح التكتونية. نهاية مرحلة القصف المبكر. أقدم معدن معروف هو ""الزركون"" ويقدر عمره من قبل (4406 ± 8 مليون سنة). تشكل المحيطات الأولى بسبب الكويكبات والمذنبات التي جلبت الماء إلى الأرض. تكون القمر (4,510 مليون سنة مضت) من مواد ممزقة من الأرض بسبب الاصطدام الكبير. تكون الأرض (4,543 إلى 4,540 مليون سنة مضت). - أحداث حيوية: أول أشكال الحياة الافتراضية. أقدم الحفريات هي الستروماتوليت المكونة من كائنات دقيقة قادرة على التركيب الضوئي. وجود محتمل للحياة البيولوجية في أعمار أكبر بكثير مما كان يُعتقد سابقًا. | - أحداث جيولوجية: تشكل صخور بروتوليت كأقدم صخور معروفة (أكاستا نايس) منذ تقريبا 4,031 إلى 3,580 مليون سنة. أول ظهور محتمل للصفائح التكتونية. نهاية مرحلة القصف المبكر. أقدم معدن معروف هو ""الزركون"" ويقدر عمره من قبل (4406 ± 8 مليون سنة). تشكل المحيطات الأولى بسبب الكويكبات والمذنبات التي جلبت الماء إلى الأرض. تكون القمر (4,510 مليون سنة مضت) من مواد ممزقة من الأرض بسبب الاصطدام الكبير. تكون الأرض (4,543 إلى 4,540 مليون سنة مضت). - أحداث حيوية: أول أشكال الحياة الافتراضية. أقدم الحفريات هي الستروماتوليت المكونة من كائنات دقيقة قادرة على التركيب الضوئي. وجود محتمل للحياة البيولوجية في أعمار أكبر بكثير مما كان يُعتقد سابقًا. | 4567              |

عندما تموت الحيوانات والنباتات تطمرها الترسيبات من رمال وطمي، وتتحجر مع مرور الزمن وتصبح أحافير. ومن تلك الحيوانات البسيطة ما دفن - مثل الرخويات البحرية - حيث عاشت قرب قاع البحر. ومنها ما تحرك مع المواد المترسبة، قبل أن يدفن في مكان آخر؛ حركة شبيهة بطوفان النهر الذي يجرف الأشجار وفروعها في مجراه.
وتحوي الصخور الرسوبية أحفورات شديدة التنوع والاختلاف، بحسب العصر الجيولوجي الذي تكونت فيه. لذلك فهي تستخدم مباشرة لدراسات التطور التدريجي للحيوانات والنباتات عبر العصور. وهنا نشير إلى أهمية علم الحفريات (بالإنجليزية: Paleontology)‏ وعلم الحفريات الدقيقة (بالإنجليزية: Micro-Paleontology)‏ ، وفي مجال جيولوجيا البترول بصفة عامة، وجيولوجيا التنقيب عن النفط بصفة خاصة. فإن الحفريات، وهي بقايا الكائنات الحية من حيوانات ونباتات، عادة ما تكون مميزة للبيئة التي عاشت فيها.

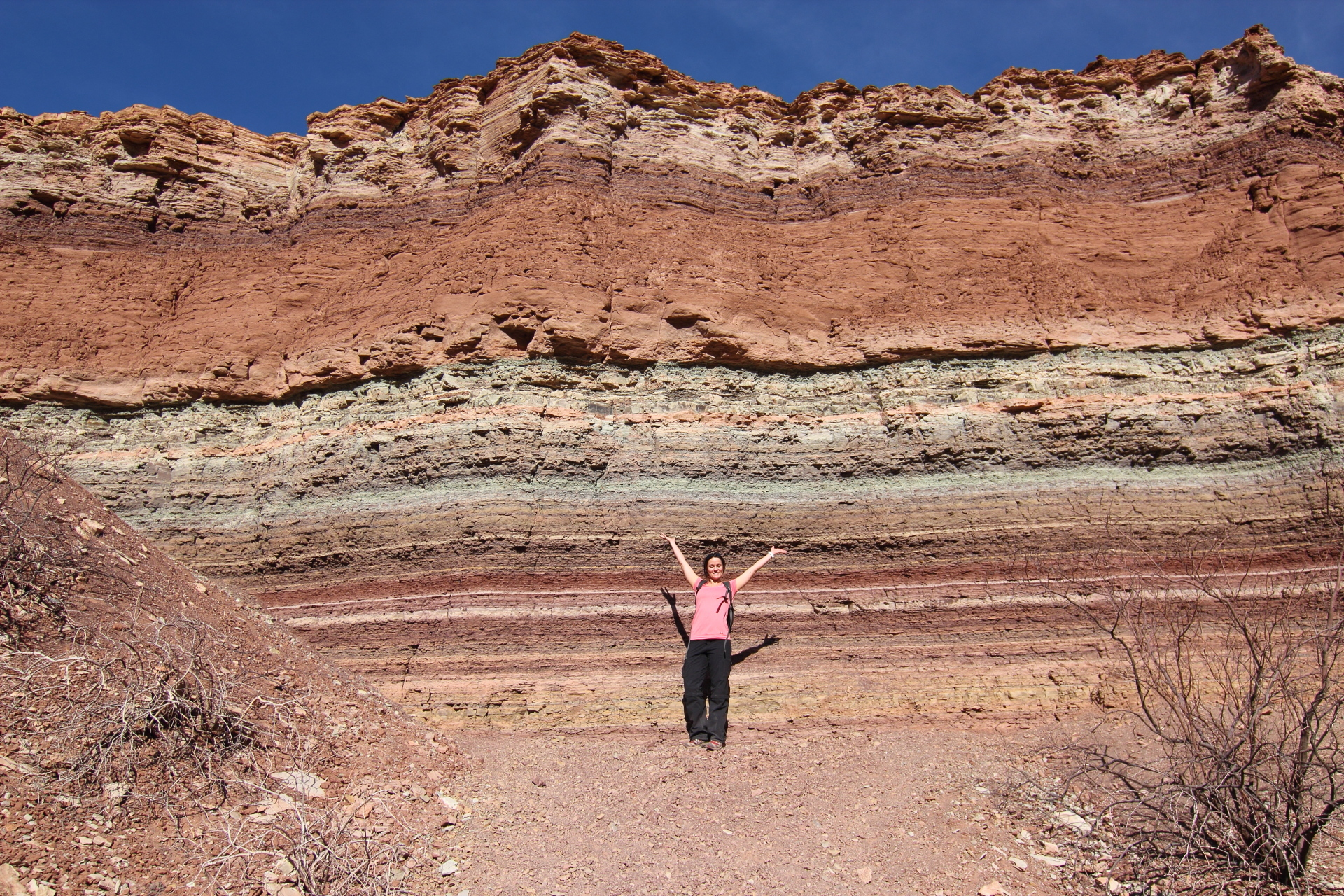
الطبقات في الأرجنتين
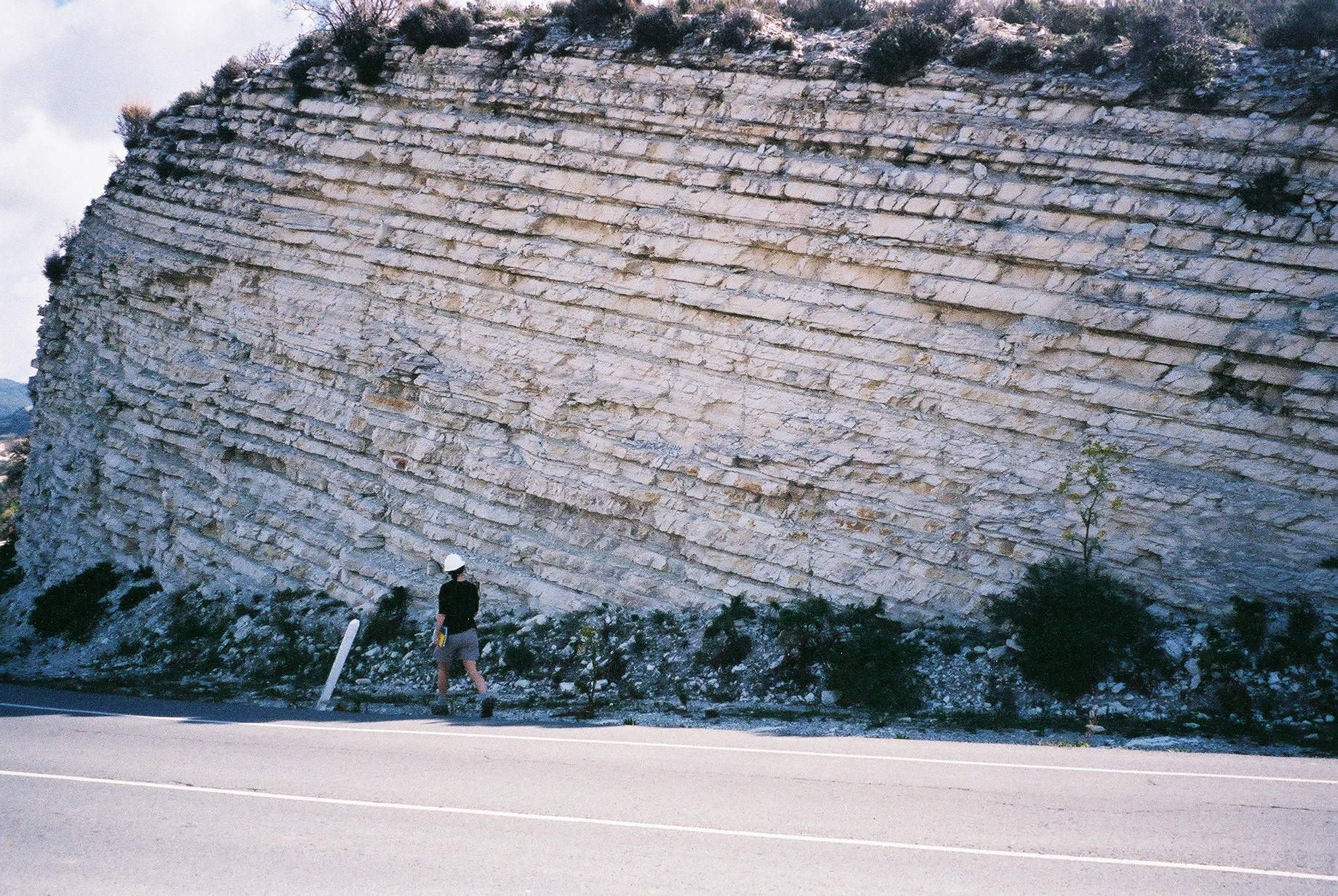
طبقات الرسوبية في قبرص
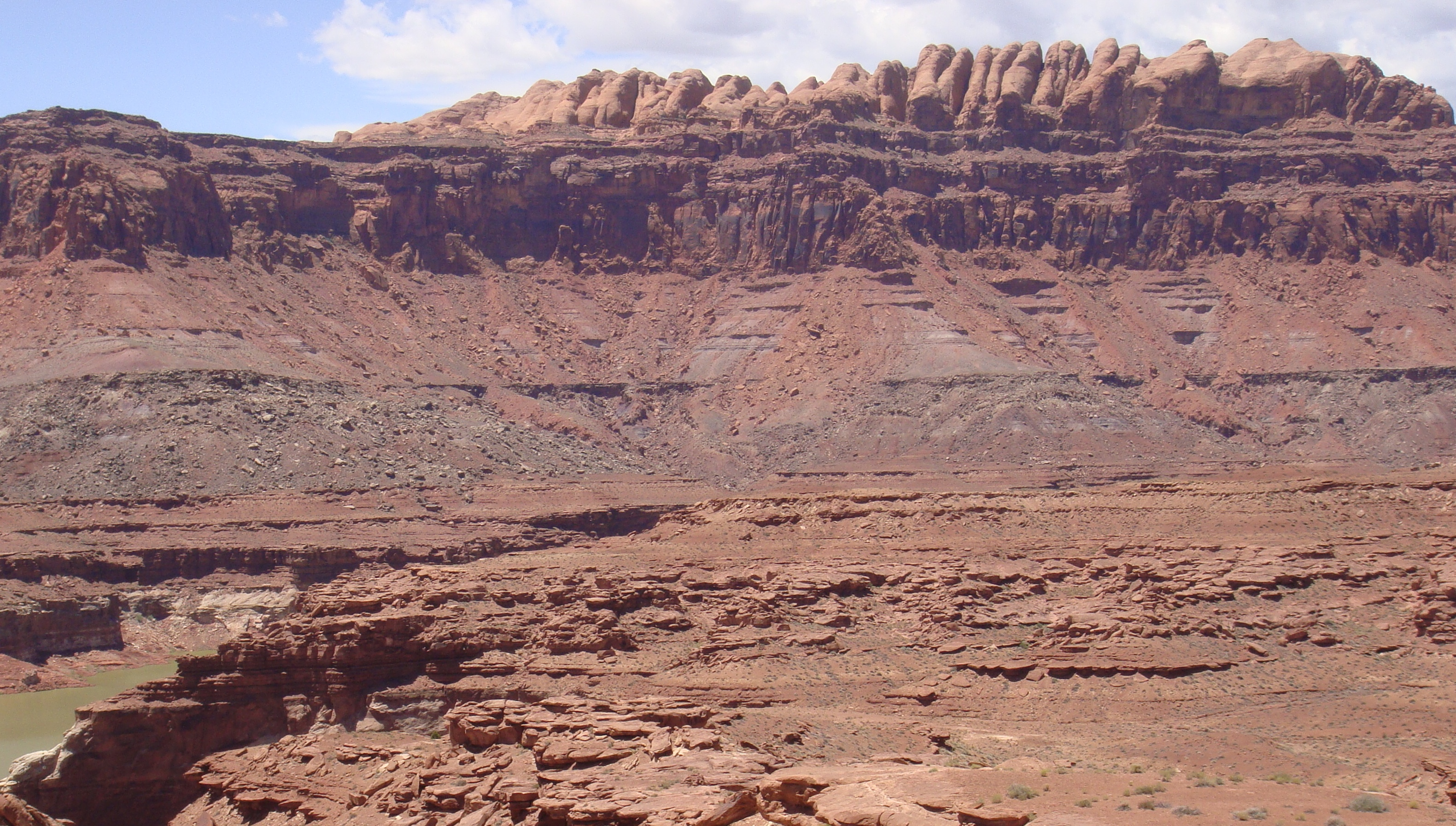
تتابع طبقات البرمي إلى الجوراسي في هضبة كولورادو.
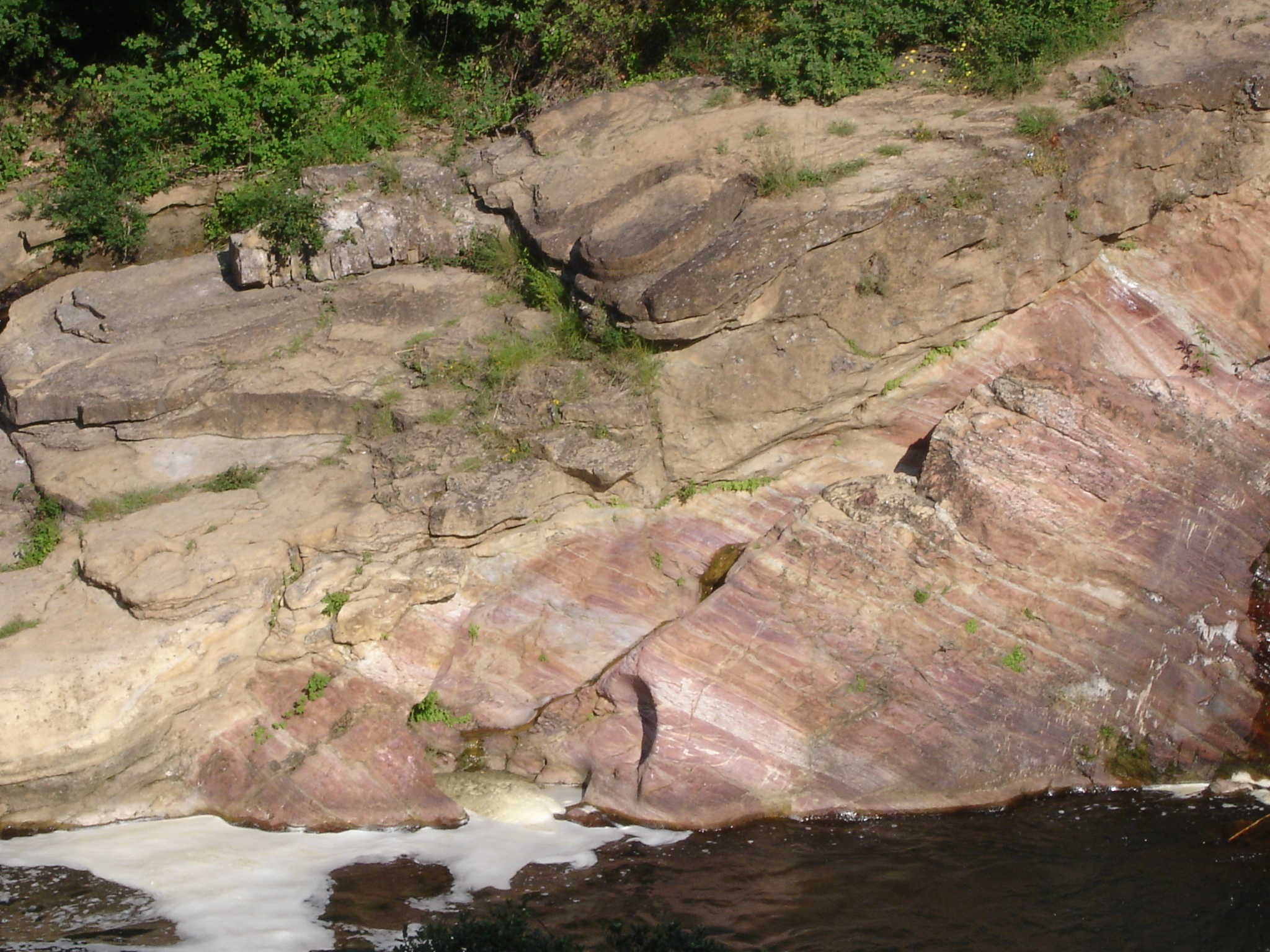
تصدع كمبري/ترياسي قرب "بدارييه" ، فرنسا
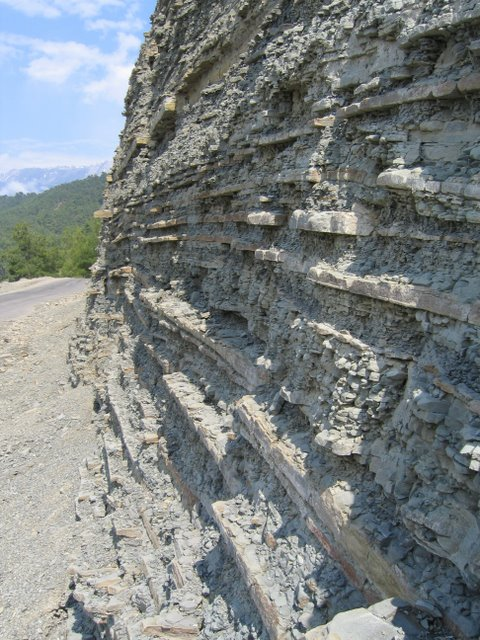
طبقات رسوبية في تركيا

## أهميته
علم وصف طبقات الأرض هو فرع من الجيولوجيا التاريخية، ويعتمد عليه في إعادة تأريخ عمر الأرض وتاريخ الحياة عليها. بالإضافة إلى ذلك فيستعان بهذا العلم في إيجاد تفسيرات وحلول لمسائل عامة في مجال علم الجيولوجيا.
خلال القرن التاسع عشر تبينت إمكانية استخدام طرق دراسة طبقات الأرض في تطبيقات أخرى، ومن ضمنها دراسة العناصر الموجودة فيها على اختلاف أنواعها. ومن هنا نشأ أيضا علم البحث عن الآثار.

## مبدأ تكون الطبقات
مبدأ تكون الطبقات (أو أيضا «قانون تكون الطبقات» أو الترسيبات) هو أساس علم وصف طبقات الأرض: الطبقات الأرضية السفلى تكون أقدم من الطبقات التي تعلوها. هذا المبدأ أو القانون توصل إلى معرفته نيكولاوس ستينو في عام 1669 . ومن الممكن أن تتسبب بعض التصدعات أو التعرجات الأرضية بسبب تحركات تكتونية في ثنايات تأتي بطبقات سفلى إلى أعلى، ولكن يمكن في جميع الأحوال تتبع الطبقات سواء القديمة أم الحديثة.

## طرق دراسة طبقات الأرض

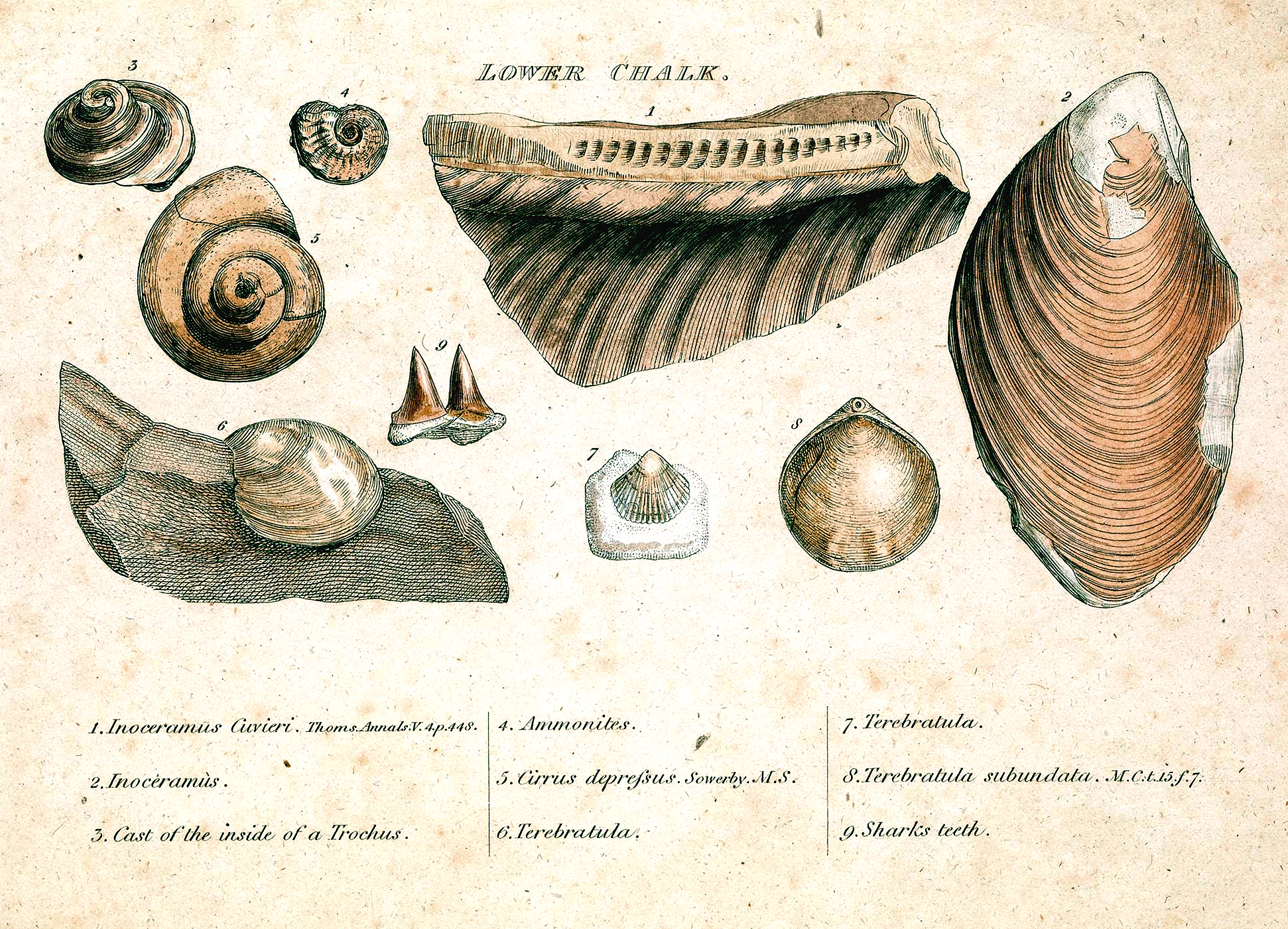
رسم لـ"وليام سميث " لأحفورات تستخدم في تصنيف طبقات الأرض.

### الفروع
- علم تأريخ طبقات الأرض  Chronostratigraphy : يهتم بتعيين العمر النسبي للطبقات الأرضية بالاعتماد على مؤشرات أحفورية في الصخور. وقد تكون تلك المؤشرات الاحفورية بدء ظهور أو اختفاء نوع معين من الأحفورات، أو زمن أحداث، أو مؤشرات كيميائية جيولوجية أو انقلاب في قطبية المجال المغناطيسي للأرض. وتصب جميع الفروع الأخرى لعلم وصف طبقات الأرض في تأريخ الطبقات الأرضية:
- دراسة أحياء طبقات الأرض  Biostratigraphy : تهتم بتعيين التأريخ النسبي لأحفورات. وفيها تؤخذ في الحسبان: طول العمر وبدء ظهور احفورة حيوان أو انقراضه، واحيانا تؤخذ أيضا في الحسبان احفورات نباتات. ونفرق بين:
  - دراسة طبقات الأرض رئيسية: Orthostratigraphy وهي تعتمد على تصنيف يتبع المؤشرات الأحفورية أساسية.
  - دراسة طبقات الأرض ثانوية : Parastratigraphy ويتم تصنيفها على أساس مؤشرات احفورات أخرى.
  - دراسة تتابع طبقات الأرض : Pedostratigraphy وهي تعتمد على تصنيف احفورات أرضية
- دراسة الصخور ومعادن طبقات الأرض : Lithostratigraphy تهتم بتصنيف وحدات من الصخور. وهي تستخدم بصفة أساسية في رسم التوزيع الجغرافي للصخور.
- دراسة تسلسل طبقات الأرض : Sequenzstratigraphy تصنيف يتتبع تسلسل طبقات الأرض التي تتاثر بارتفاع لمستوى البحر أو انخفاضه.
- دراسة أحداث لطبقات الأرض : Eventstratigraphy وهي تصنيف يعتمد على أحداث وقعت على الأرض. مثل أعاصير، تسونامي، والنشاط البركاني أو أيضا أحداث تخص الاحياء على الأرض مثل أنقراض نوع من الحيوانات.
- دراسة مغناطيسية طبقات الأرض: Magnetostratigraphy تصنيف تتابع أنقلابات حديثة وقعت للمجال المغناطيسي للأرض.
- دراسة النظائر المشعة لطبقات الأرض: Isotopenstratigraphy تصنيف عمر الصخور على أساس نسب نظائر مشعة معينة، مثل النظائر المشعة للأكسجين والنظائر المشعة للكربون، والنظائر المشعة للنتروجين.
- دراسة صخور الطبقات الأرضية : Allostratigraphie وهي تصنيف على اساس احداث وقعت تقريبا في نفس الوقت، وتأخذ في الحسبان مؤشرات صخور، وتسلسل صخور طبقات الأرض.

## تقسيم زمني جيولوجي
توصلت دراسة طبقات الأرض إلى وصف دقيق للتتابع النسبي للأحقاب التي مرت على الأرض حتى الآن. ومن أجل التوصل إلى معرفة الأزمنة المطلقة لتلك الأزمنة النسبية فلا تكفي طرق دراسة الطبقات الأرضية وحدها. وقد توصل علماء القرن 18 والقرن 19 إلى تصور أن الأرض لم تنشأ خلال عدة آلاف سنة فقط. ولكنهم استطاعوا تقدير عمر تقريبي لتتابع العصور على الأرض ونشأة الحياة فيها.

وخلال القرن العشرين اكتشف الفيزيائي الفرنسي هنري بيكريل ظاهرة الشاط الإشعاعي وما ينتج عنها من طريقة لتعيين العمر بواسطة النشاط الإشعاعي للعناصر، وهي طريقة تعين عمر الصخور بدقة. ومنذ ذلك الحين فقد ابتكرت حتى الآن طرق مختلفة لتعيين عمر الصخور بواسطة النشاط الإشعاعي للعناصر واستطاع العلماء باستخدامها تعيين عمر الاحداث التي وقعت على الأرض تعيينا دقيقا. إلا أن هذا التعيين تقل دقته كلما كان عمر «الصخرة» قديما.
ومع ذلك تحتفظ طريق استخدام طرق وصف طبقات الأرض التي تقوم بتعيين الاعمار النسبية للطبقات بصحتها حيث أن تلك الطرق تسمح بتصنيف دقيق لتسلسل تاريخ الأرض.
وكما رأينا أعلاه في قسم فروع علم وصف طبقات الأرض، فإن طريقة تعيين العمر المطلق لطبقة معينة يمكن ان يتم باستخدام طريقة التحلل الإشعاعي لعناصر مناسبة (دراسة النظائر المشعة لطبقات الأرض).